# Lex de Imperio Principis
Lex de Imperio Principis o Lex Regia (denominación que se utilizó en el Bajo Imperio) son las denominaciones de la ley romana (lex), precedida por un Senatusconsultum, que convirtió la República en Imperio. Obtuvo su forma definitiva con la Lex de Imperio Vespasiani (en época de Vespasiano). Resumió en una sola las sucesivas decisiones que venían concentrando el imperium (poder) en una sola persona, y que se iniciaron en la época de Octavio (reunió las potestades tribunicia, censora y el cargo de Pontifex Maximus, con el título de Princeps). También trascendente fue la adquisición por el emperador romano de la condición de inmunidad o irresponsabilidad legal (legibus solutus).
El título de Princeps (que confería a Octavio la función tradicional de Princeps senatus, el senador con mayor dignidad, que tomaba la palabra en primer lugar) fue propuesto por el senador Lucio Munacio Planco (el último en ocupar el cargo de censor, junto con Paulo Emilio Lépido, en 22 a. C.) que también sugirió el de Augusto en el 27 a. C.
La potestad legislativa que adquiere el emperador es amplísima, pues los textos emitidos por su propia iniciativa (constitución imperial o constitutio principis -además de decretos, edictos, epístolas, mandatos o reescritos-) tienen un valor similar al de las leyes (lex); en expresión de Gayo (Institutiones, 1, 5), Constitutio principis est quod imperator vel decreto vel edicto vel epistula constituit; nec umquam dubitatum est, quin id legis vicem optineat, cum ipse imperator per legem imperium accipiat; en las Institutiones de Justiniano (I 1,2,6) se expresa de otra forma: Sed et quod principi placuit, legis habet vigorem, cum lege regia, quae de imperio eius lata est, populus ei et in eum omne suum imperium et potestatem concessit. Quodcumque igitur imperator per epistulam constituit vel cognoscens decrevit vel edicto praecepit, legem esse constat: hae sunt, quae constitutiones appellantur.